# Familok

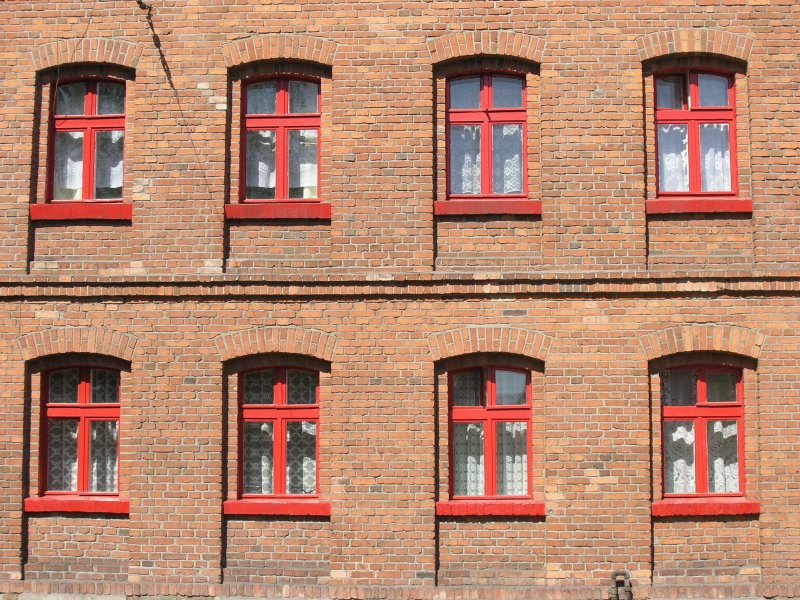
Okna familoków w Rudzie Śląskiej – Nowy Bytom ul. Niedurnego

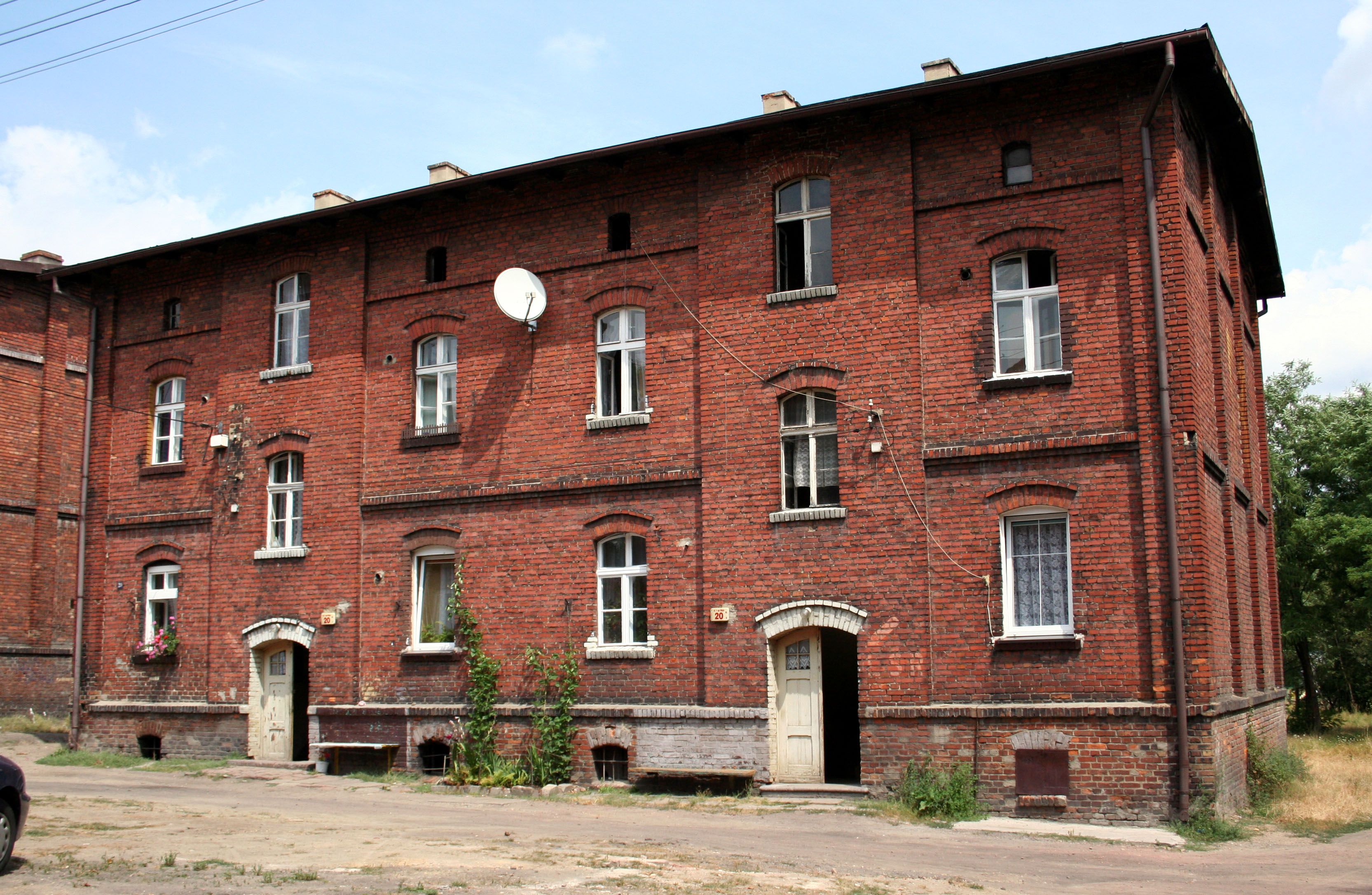
Familok w Chwałowicach, dzielnicy Rybnika, widok od podwórza

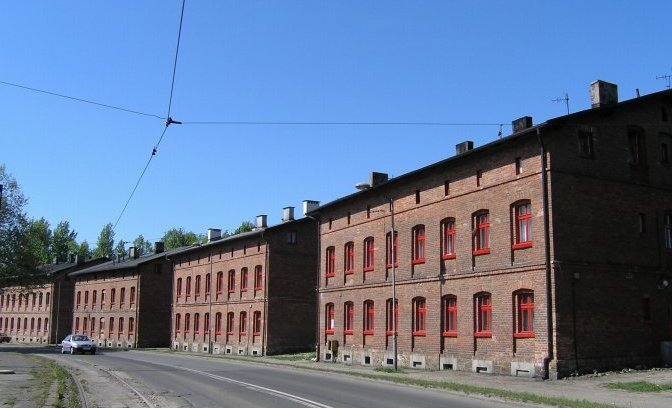
Familoki w Rudzie Śląskiej – Nowy Bytom ul. Niedurnego

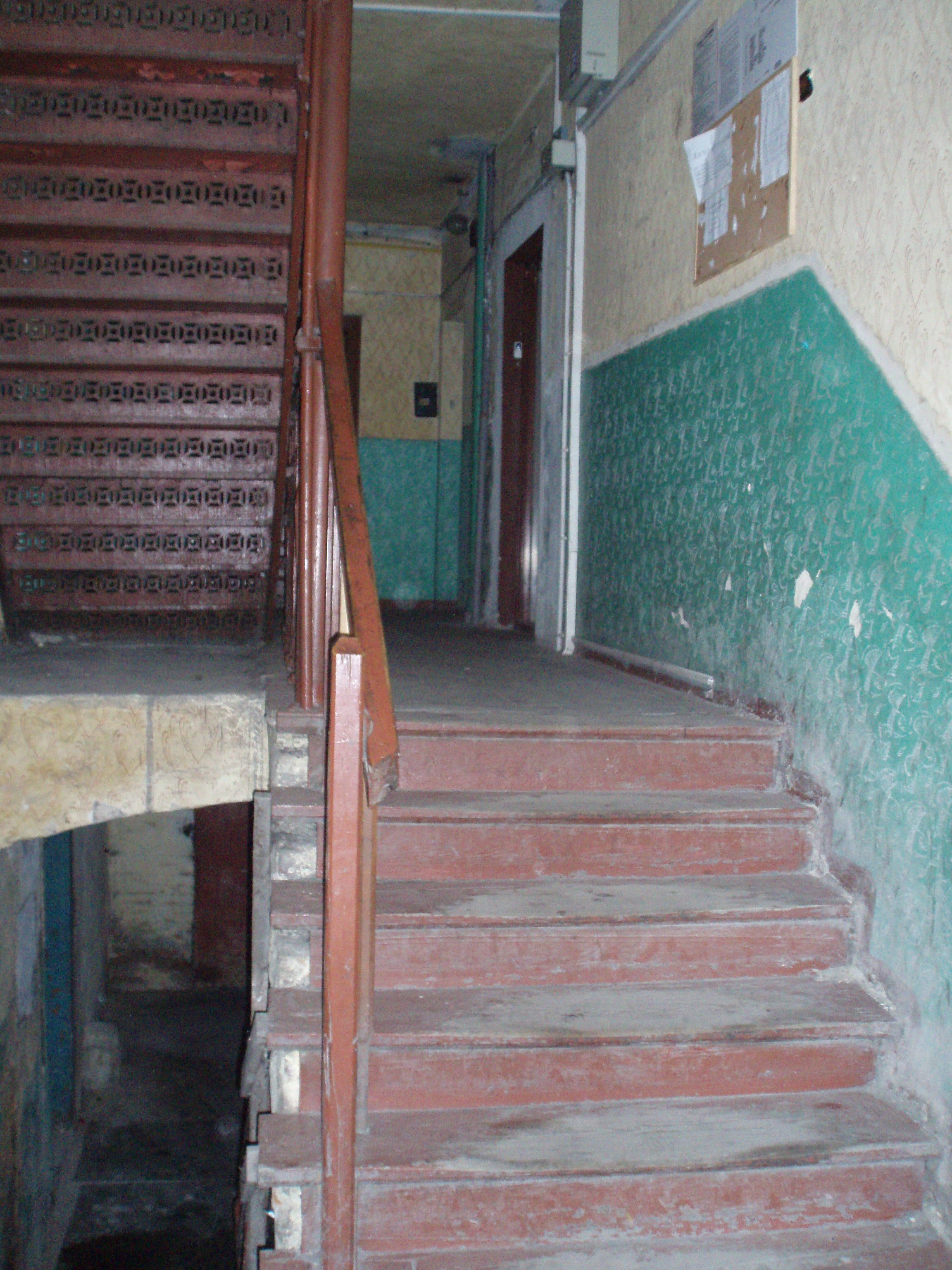
Klatka schodowa w familoku, Chorzów ul. Hajducka

Familok (niem. Familien-Block „rodzinny blok”) – budynek wielorodzinny, przeznaczony dla pracowników przemysłu ciężkiego i ich rodzin, przede wszystkim górników, hutników oraz średniego personelu urzędniczego. Familoki wchodziły w skład osiedli robotniczych i w klasycznej postaci były budowane na przełomie XIX i XX wieku w miejscowościach, gdzie powstawały odpowiednio duże zakłady przemysłowe.

## Charakterystyka

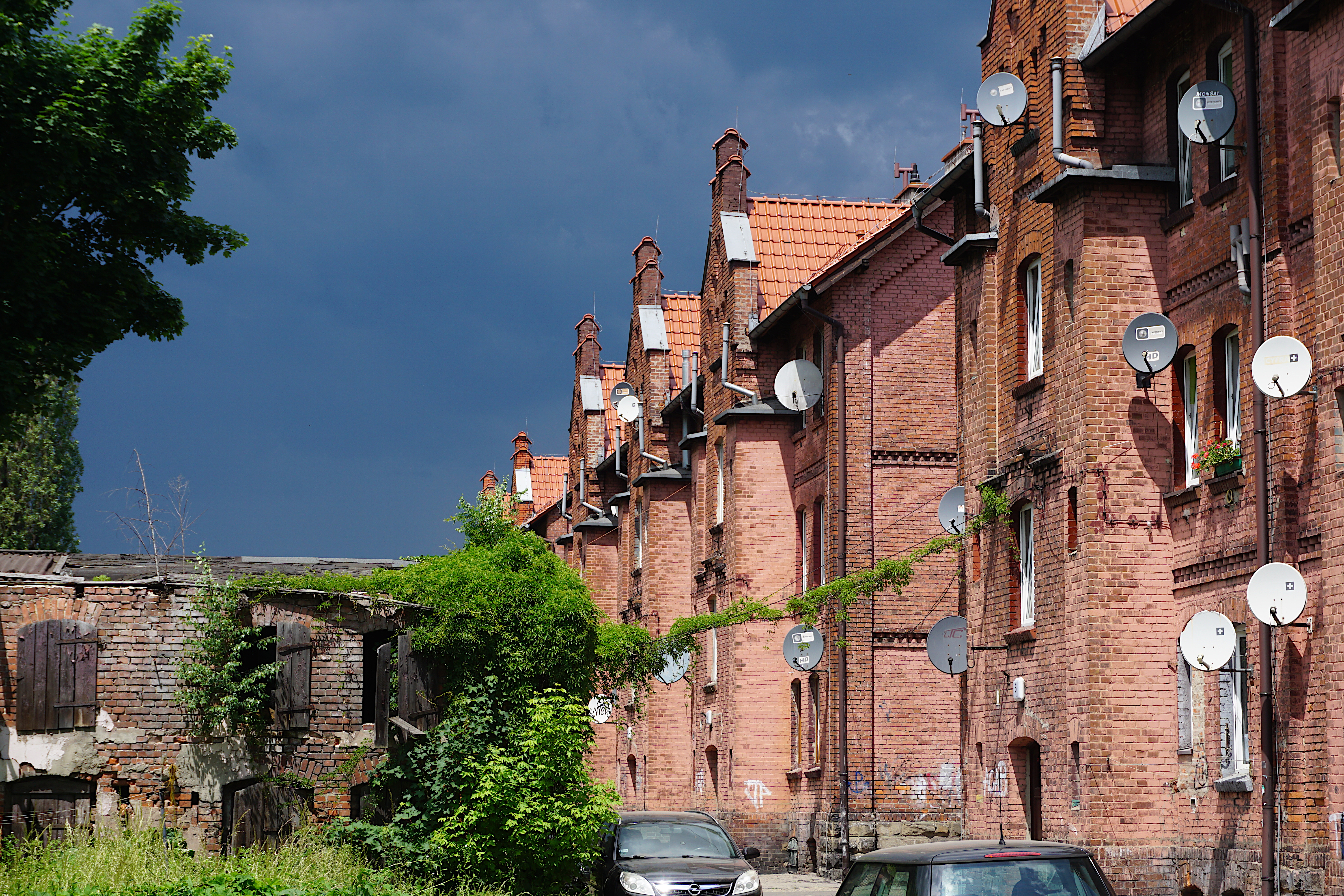
Rząd familoków przy ul. Modrzejewskiej w Gliwicach

Cechy charakterystyczne tego typu budynków: były budowane z cegły niepowlekanej tynkiem (stąd ich charakterystyczna barwa – ciemnoczerwona, brunatna), miały dwie lub trzy kondygnacje z często zamieszkanym poddaszem. W większości budynki posiadają dwuspadowe dachy o małym nachyleniu, a ich ściany przed szkodami górniczymi zabezpieczano stalowymi ściągami (w różnych pasach poziomych), zakotwionymi na rozety oporowe.
W pierwszym okresie pozbawione były kanalizacji. Wspólny wodociąg: zlew (śl. ausgus) z kranem (śl. kokotek) był lokalizowany na półpiętrze klatki schodowej. Typowe mieszkanie miało około 35 m² i składało się z kuchni i pokoju, czasami też spiżarni częściej zwanej komórką. Życie codzienne koncentrowało się w kuchni. Pokój (dawniej izba) pełnił funkcje sypialni oraz pomieszczenia reprezentacyjnego. Mieszkanie było zamieszkiwane przez 6 do 8 osób.
Familoki miały też wspólne ubikacje (śl. haziel) dla mieszkańców jednej klatki schodowej zlokalizowane na półpiętrze, wewnątrz budynku, czasem też na podwórzu, oraz indywidualne komórki, pierwotnie wywodzące się z tradycyjnego wiejskiego chlewika (śl. chlywik) i przypisane do każdego mieszkania. Bardzo szybko okazało się, że o hodowli świń nie ma mowy, za to ważniejsze jest miejsce na węgiel dawany pracownikom w ramach deputatu. Na Górnym Śląsku, gdzie zabudowa „familokowa” jest dość typowa, tworzą one całe ulice, a nawet dzielnice. Zdobnictwo zewnętrzne budynków było skromne, a polegało na prostych ozdobnych układach cegieł w fasadach domów, elewacje artykułowane były głównie w poziomach przez pasy gzymsów nad kondygnacjami, nad otworami okiennymi czasem można zaobserwować łuki ułożone z wystających poza lico ściany cegieł. Cechą wyróżniającą górnośląskich familoków były pomalowane przez mieszkańców futryny okien i zewnętrzne parapety, a czasami także inne elementy zewnętrznej elewacji na jaskrawy kolor czerwony bądź zielony.
Różnice między familokami a innymi kamienicami budowanymi dla pracowników w tamtym okresie nie są znaczne. Jednak na początku XX wieku cechował je wyższy standard mieszkalny, np. ze względu na wodociąg. Obecność robotniczych osiedli na terenie miast Górnego Śląska odcisnęła się piętnem na lokalnej kulturze, w której miejsce familoka było szczególnie cenione i często opisywane w literaturze, w szczególności we wspomnieniach jego mieszkańców. Istnienie familoków przyczyniało się do kształtowania specyficznych społeczności lokalnych, które tworzyli ich mieszkańcy. Opis familoka i życia w nim znajdziemy w powieści „Cholonek, czyli dobry Pan Bóg z gliny” autorstwa Janoscha (Horsta Eckerta) niemieckojęzycznego pisarza urodzonego w Zabrzu.

## Życie sąsiedzkie
Atmosfera życia w takich budynkach była specyficzna ze względu min. na zamieszkujące w nich skoligacone rodziny. Ponadto z racji faktu, że w familokach mieszkali zazwyczaj górnicy z jednej kopalni, nawiązywali oni często przyjaźnie, które utrzymywali także po pracy.  Drzwi wejściowe do kuchni z reguły były otwarte przez cały dzień, a częstym miejscem spotkań były sienie, altanki, schody przy wejściach do budynków oraz podwórka. Właśnie na podwórkach skupiało się sąsiedzkie życie towarzyskie, spotykała się młodzież i starsi, odbywały się zabawy przy akompaniamencie gitar, akordeonów, mandolin. 

## Familoki dzisiaj
Ze względu na swoje znaczenie historyczne w niektórych miastach są obejmowane opieką konserwatorską i poddawane renowacji np. Nikiszowiec w Katowicach, Kolonia Zgorzelec w Bytomiu, Kolonia Emma w Radlinie lub familoki w Rudzie Śląskiej i Czerwionce-Leszczynach oraz rewitalizacji.